# Faty Papy
Faty Papy (Bujumbura, 1990. szeptember 18. – Szváziföld, 2019. április 25.) burundi válogatott labdarúgó.

## Pályafutása
Faty Papy hazájában, az AS Inter Star labdarúgócsapatában kezdte pályafutását. 2008-ban Európába igazolt, a török Trabzonspor szerződtette. A klub színeiben nem lépett pályára bajnoki mérkőzésen, a 2009–2010-es szezont a holland MVV Maastrichtben töltötte kölcsönben, ahol 17 bajnokin négy gólt szerzett.  
A Goal.com 2009-ben a legnagyobb afrikai ígéretek közé sorolta.
2011. január 5-én a Trabzonspor közös megegyezéssel felbontotta szerződését, ekkor Ruandába szerződött, a Armée Patriotique Rwandaise együtteséhez. 2012-től 2016-ig a dél-afrikai Bidvest Wits játékosa volt, amely egészségügyi okok miatt bontotta fel szerződését. 
2018-ban a Real King FC, 2019-ben a szváziföldi Malanti Chiefs labdarúgója volt.

### A válogatottban
A burundi válogatottban 2008 júniusába mutatkozott be egy Seychelle-szigetek elleni mérkőzésen. Bekerült a 2019-es afrikai nemzetek kupájára készülő keretbe is.

## Halála
2019. április 25-én a Malanti Chiefs bajnokiján összeesett és a kórházba szállítást követően elhunyt.

## További információ
- Faty Papy a Trabzonspor honlapján
- Interjú az MVV honlapján